# Vilhelm Groth
Georg Vilhelm Arnold Groth (født 9. marts 1842 i København, død 14. september 1899 sammesteds) var en dansk landskabsmaler. 
Vilhelm Groth er søn af apoteker Johan Daniel Herholdt Groth og Cathrine Louise født Ahlers, datter af købmand Ahlers i Løgumkloster. Efter at have taget præliminæreksamen i Det von Westenske Institut modtog han sin første kunstneriske uddannelse i Frederik Ferdinand Helsteds tegneskole og besøgte derefter Kunstakademiets skoler fra 1861 af, blev elev på Modelskolen 1863, men måtte afbryde denne sin læretid, medens han i Krigen 1864 aftjente sin værnepligt. 
Efter krigen fortsatte han sin uddannelse på Akademiet, som han forlod 1866. 
Udstillinger og rejser
Groth udstillede samme år for første gang og har fra den tid af stadig været repræsenteret på Akademiets udstillinger. I årene 1872-78 har han foretaget forskellige studierejser, især til Italien og Paris. 
Afgørende blev imidlertid turen til Paris 1875-76 sammen med Godfred Christensen og Christian Zacho. Da Vilhelm Kyhn i 1876 i et debatindlæg, afviste det ønskelige i at søge nye impulser i Frankrig, gik Groth til modangreb. I skriftet Dansk Kunst i Forhold til Udlandets ridsede Groth en ny historiebevidsthed op. Inspireret af Georg Brandes hævdede han, at enhver tid må stille sine egne krav. For samtidens danske malerkunst var realismen opgaven. 
Dette synspunkt førte Groth ind i kredsen af radikale intellektuelle, der samledes i foreningen Bogstaveligheden. Ved sit Strandparti i Nærheden af Fiskerlejet Lynæs, der var udstillet 1870, vakte Groth megen opmærksomhed på grund af den fine tone over strand, sø og luft, og det er især ved lignende motiver fra Lillebælt og Hellebæk Strand, at han har vundet et navn blandt den yngre slægt af landskabsmalere. 
Den Kongelige Malerisamling købte 1874 Hedeparti med en Mose, men desuden har de forskellige kunstforeninger her i landet, udstillingens tombola og det malerikøbende publikum stadig vist interesse for Groths arbejder.

## Billeder
| - Værker af Vilhelm Groth - Skovparti med kvinde på sti, 1869 - Kongebroskoven ved Middelfart. Formiddag, 1875 - Stille dag ved den norlige del af Esrum sø, 1879 - Esrom sø, 1879 - Åen ved Frederiksværk. Efterår, 1882 - Skovparti med gående par, 1884 - Sommerdag på en skovvej, 1885 - Sen eftermiddag i Frederiksdal Skov, 1889 - Skovbæk fra Hellebæk Skov, 1889 - Skovparti fra Sæby, 1895 - Sejlskibe og fiskerjolle på vandet, 1898 |

| - Strandparti ved aftentide Ukendt dato - Vandmølle i skovlysning Ukendt dato - Aftenstemning ved en sø Ukendt dato - To småpiger i skoven en efterårsdag Ukendt dato |